# Chinipa
Chinipa, pleme američkih Indijanaca iz Chihuahue, Meksiko, naseljeno u ranom 17. stoljeću uz istoimenu rijeku, pritoke Rio Fuerte. Mason i Johnson Chinipe klasificiraju grupi Varohío, te preko njih široj grupi Taracahitian, porodica Juto-Asteci. Neki rani autori, kao Ribas, smatra da su različiti od Varohía. Talijanski svećenik Pedro Juan Castini od 1617. do 1641. pokrstio je Chinipe i susjedna plemena Huite, Cinaloa i Zoe, nakon čega su vjerojatno hispanizirani. Njihovo ime očuvalo se i danas u geografskim nazivima na sjeveru Meksika.,